# Јакуби
Ахмад ибн Аби Јакуб ибн Џафар ибн Вахб ибн Вадих ел Јакуби (умро 897/8), познат као Ахмад ел Јакуби, или Јакуби (арапски: اليعقوبي), био је муслимански географ  и можда први историчар светске културе у Абасидском калифату.

## Биографија
Био је праунук Вадиха, ослобођеник халифе Ел Мансура. До 873. живео је у Јерменији и Хорасану, радећи под покровитељством гувернера Тахирида; затим је путовао у Индију, Египат и Магреб,  и умро у Египту. Умро је 284 години хиџре (897/8).
Његове симпатије са Ахл ел Баит-ом (фраза)  налазе се у свим његовим делима.
872. године навео је списак краљевства Билад ел Судан, укључујући Гану, Гао и Канем.

## Радови
- Тарих ибн Вадих (Хроника Ибн Вадиха)
- Китаб ел Булдан (Књига о земљама) - биологија, садржи опис Магреба, са потпуним приказом већих градова и многим топографским и политичким информацијама (ур. М. де Гоеје, Леиден, 1892).
- Јакуби (1861). А. В. Т. Џуинбол (ур.). Китаб ел-Булдан (на арапском). БРИЛЛ.

- Алт: Јакуби (1861). А. В. Т. Џуинболл (ур.). Китаб ел Булдан (на арапском). БРИЛЛ.

- Списак муслиманских научника